# Бирча-Міке
Бирча-Міке (рум. Bârcea Mică) — село у повіті Хунедоара в Румунії. Адміністративно підпорядковане місту Дева.
Село розташоване на відстані 290 км на північний захід від Бухареста, 6 км на південний схід від Деви, 117 км на південний захід від Клуж-Напоки, 133 км на схід від Тімішоари.

## Населення
За даними перепису населення 2002 року у селі проживала 1351 особа.
Національний склад населення села:
| Національність | Кількість осіб | Відсоток |
| -------------- | -------------- | -------- |
| румуни         | 1060           | 78,5%    |
| цигани         | 166            | 12,3%    |
| угорці         | 115            | 8,5%     |
| німці          | 5              | 0,4%     |

Рідною мовою назвали:
| Мова      | Кількість осіб | Відсоток |
| --------- | -------------- | -------- |
| румунська | 1251           | 92,6%    |
| угорська  | 93             | 6,9%     |